# Cooking Mama: Cook Off
Cooking Mama: Cook Off är ett spel släppt till Nintendo Wii den 11 maj 2007 i Europa. Spelet är en uppföljare till spelet Cooking Mama ursprungligen släppt till Nintendo DS.